# ワイズ出版
有限会社ワイズ出版（ワイズしゅっぱん）は、映画（とくに日本映画）に関する専門的な書籍を多数発行している出版社。

## 沿革
1989年、映画書籍の専門出版社として設立。
創設者の岡田博は弘栄堂書店吉祥寺店出身。
退社して自然化粧品の通販会社を興したのち、ワイズ出版を創業。
映画の本のほかに荒木経惟の写真集、つげ義春、つげ忠男の漫画本、宇野亜喜良の美術書なども発行。
また『無頼平野』『蒸発旅日記』『美代子阿佐ヶ谷気分』『なりゆきな魂』などの映画製作をも行っている。
特に長大なインタビューを含んだ日本映画監督シリーズは好評で、刊行直前や直後に本人が亡くなったケースも少なくないため、間一髪で間に合った貴重な歴史的資料ともなっている。
2012年「ワイズ出版映画文庫」を創刊した。
2025年1月13日、業務停止を発表。1月31日をもって取次の流通を終了する。

## 概要
- 本社所在地 東京都杉並区阿佐谷北1-3-14　佐々木ビル201

2023年12月に新宿区から移転

## 主な出版物
※ 冊数が多いため、伸縮型のメニューとして掲載する。

## 製作した映画作品
- 『無頼平野』（1995年）
  - 原作:つげ忠男
  - 監督:石井輝男
- 『樹の上の草魚』（1998年）
  - 原作:薄井ゆうじ
  - 監督:石川淳志
- 『蒸発旅日記』（2003年）
  - 原作:つげ義春
  - 監督:山田勇男
- 『夢幻彷徨』（むげんさすらい）（2004年）
  - 脚本:山田勇男
  - 監督:木村威夫
- 『美代子阿佐ヶ谷気分』（2009年）
  - 原作：安部慎一
  - 脚本・監督：坪田義史
- 『へんりっく 寺山修司の弟』（2009年）
  - 監督：石川淳志
- 『石井輝男映画魂』（2010年）
  - 監督：ダーティ工藤
- 『なりゆきな魂』（2017年）
  - 監督：瀬々敬久[2]